# Fécamp psalter
Het Fécamp psalter is een verlucht psalter gemaakt omstreeks het einde van de 12e eeuw, misschien voor Eleonora van Aquitanië achtereenvolgens koningin van Frankrijk, van Engeland, en regentes van Engeland. Het handschrift wordt vandaag bewaard in de Koninklijke Bibliotheek (Nederland) met als signatuur KW 76 F 13. Het heeft zijn naam gekregen naar de Abdij van Fécamp waar het volgens een aantal kunsthistorici vervaardigd werd.

## Codicologische informatie
Het psalter bevat 176 perkamenten folia van 232 x 169 mm. Het handschrift is geschreven in het Latijn in een littera textualis die nog dicht aanleunt bij de Karolingische minuskel. Het tekstblok meet 169 x 109 mm en de tekst is geschreven in één kolom met 22 lijnen per blad. Het boek bevat naast een heiligenkalender de 150 psalmen toegeschreven aan Koning David, hymnen en kantieken de Litanie van alle Heiligen en enkele andere gebeden.
Na de kalender volgen in het psalter een aantal afbeeldingen met scènes uit het leven van Christus zonder begeleidende tekst, de reeks afbeeldingen, voorloper van de illustratie van de Mariagetijden in de latere getijdenboeken, is niet volledig.
Het handschrift bevat 27 volbladminiaturen (176/157x125/109 mm), 36 kalenderminiaturen (32/23 x 31/23 mm), 11 gehistorieerde initialen (120 x 80 mm en 70:20 x 74/19 mm) en gedecoreerde initialen.

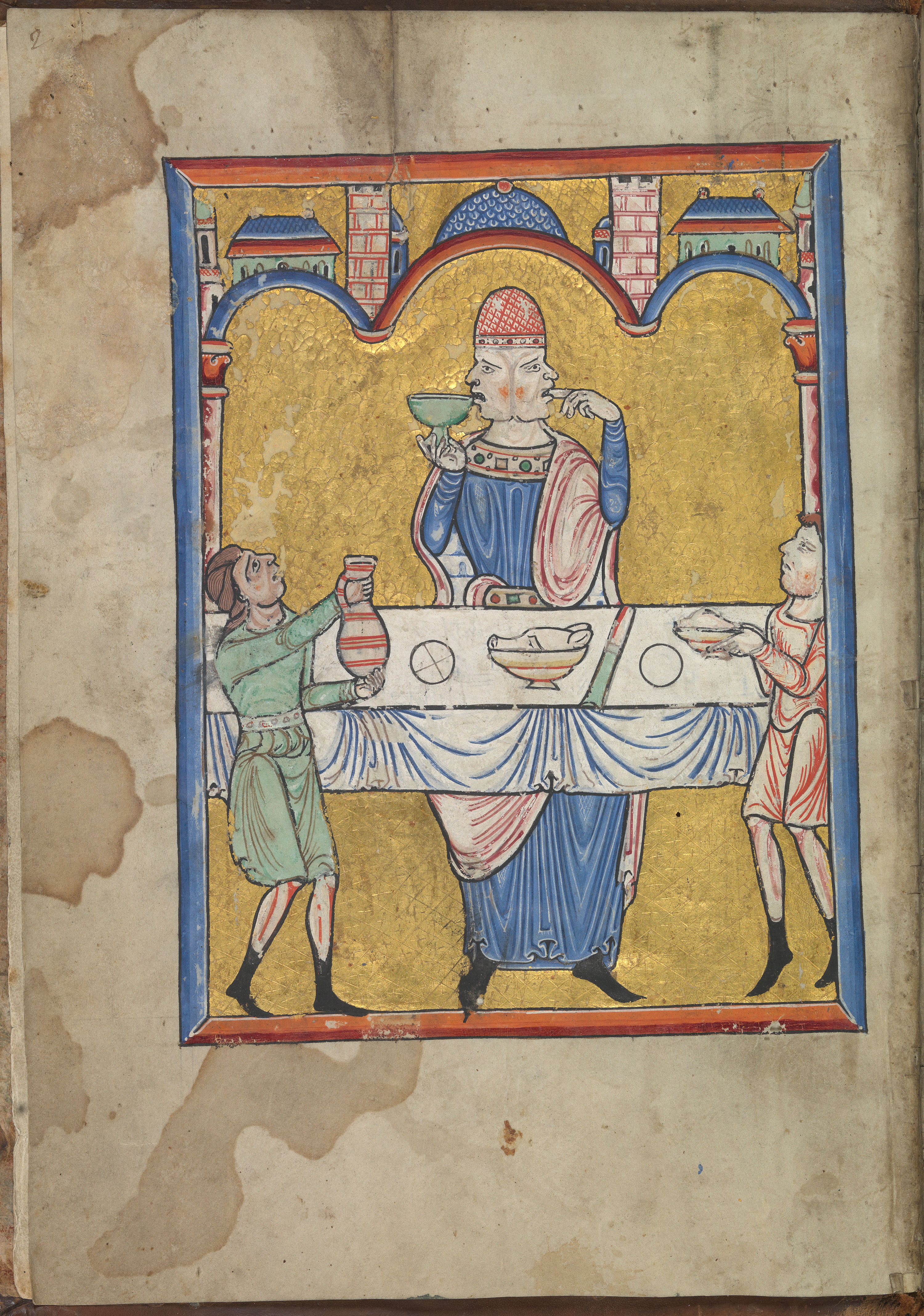
Kalenderminiatuur Januari
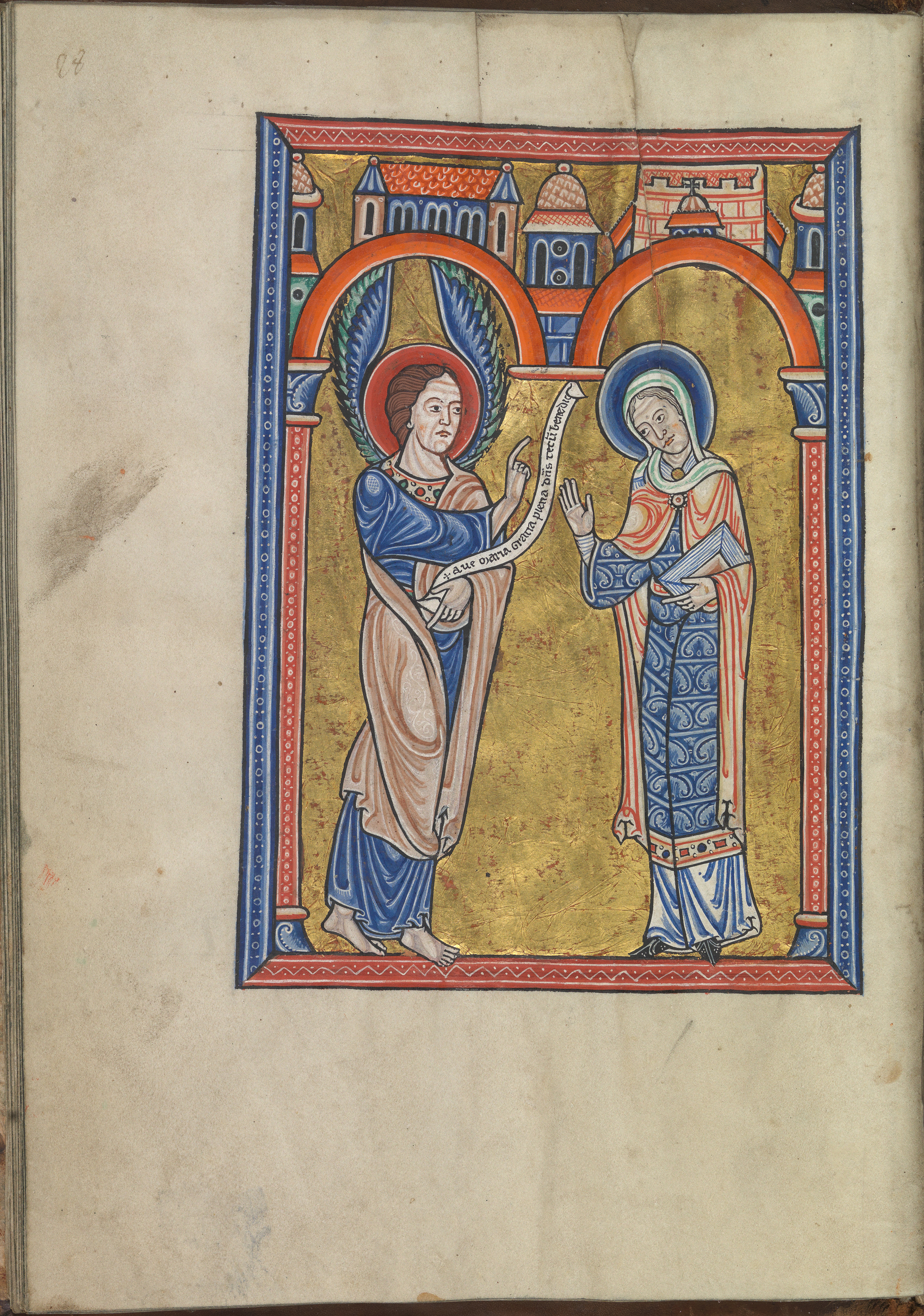
Miniatuur uit de cyclus met het leven van Christus, de annunciatie
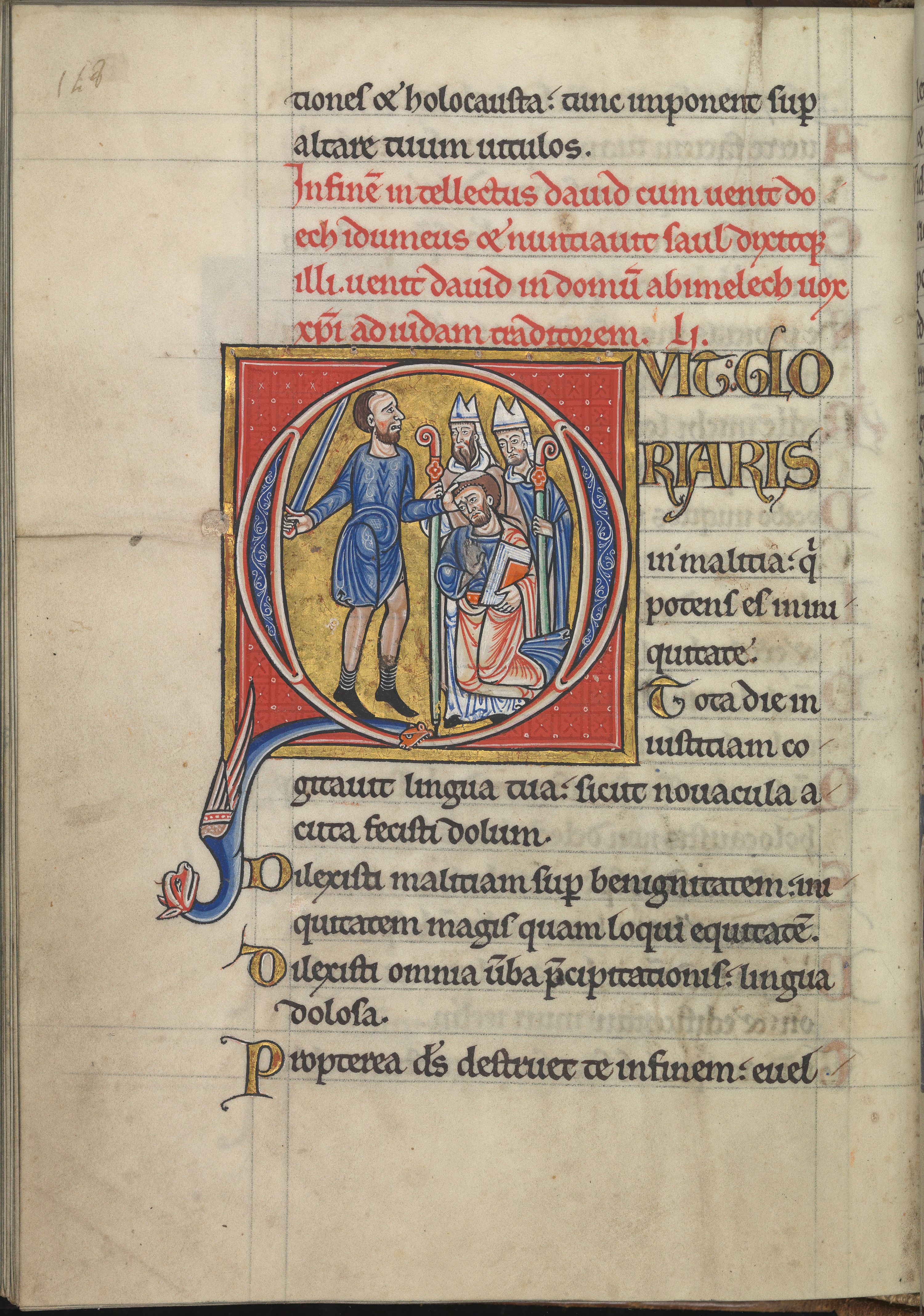
Grote gehistorieerde initiaal psalm 51

## Geschiedenis
Wat in de eerste 150 jaar van zijn bestaan met het psalter gebeurde blijft voorlopig in het duister, maar volgens een akte achter in het boek (f187v), werd het handschrift in 1369 door Gérard de Dainville, toen bisschop van Atrecht en later van Terwaan, geschonken aan Jeanne de Planches, een verwante, die non was in abdij van de Dames van Étrun in het bisdom Atrecht en later abdis werd van dat klooster. Het boek kwam later in het bezit van Georges-Joseph Gérard ambtenaar in Brussel, die zijn naam en de datum 1767 inschreef op f0v.
De collectie van Gérard kwam in 1818 in het bezit van het Nederlands Algemeen Rijksarchief en werd in 1832 overgedragen aan de Koninklijke Bibliotheek.

## Herkomst en datering
De eerste die het psalter dateerde was W.G.C. Byvanck in 1898, die het plaatste omstreeks 1200 als een werk uit de anglo-normandische kunst. A.W. Byvanck concludeert uit het voorkomen van de naam van de heilige Waningus  op 9 en 16 januari in de kalender, dat het handschrift afkomstig moet zijn uit de abdij van Fécamp, die omstreeks 600 door Waningus  gesticht werd. Dat het boek in Normandië ontstond zou ook moeten blijken uit het voorkomen van de heiligen Wandregisilus, Leodegarius en Eulalie. Uit de data van de heiligverklaring en translatie van Thomas Becket, Franciscus, Dominicus en Bernardus werd het werk gedateerd tussen 1173 en 1223. Volgens een latere studie van Koseleff werd het werk gedateerd rond 1180 en zou het behoren tot een groep van manuscripten die ontstonden in Noord-Oost-Frankrijk. Uiteindelijk werd het werk door Walter Cahn ingedeeld bij de ‘Kanaalstijl’. Hij opperde de mening dat het werk ontstaan kon zijn in de abdij van Ham in de Vermandois, omdat de relieken van Waningus daarheen werden overgebracht in de 9e eeuw.
In een recente studie van 2012 door Marianne A. Schouten wordt het psalter gesitueerd in de omgeving van Parijs. Zij baseert zich op het gebruik van de Parijse heiligenkalender en de overeenkomst met de psalters van Ingeborg (1200) en Blanche van Castilië (1225). Op basis van stijlanalyse dateert zij het psalter rond 1200-1210.

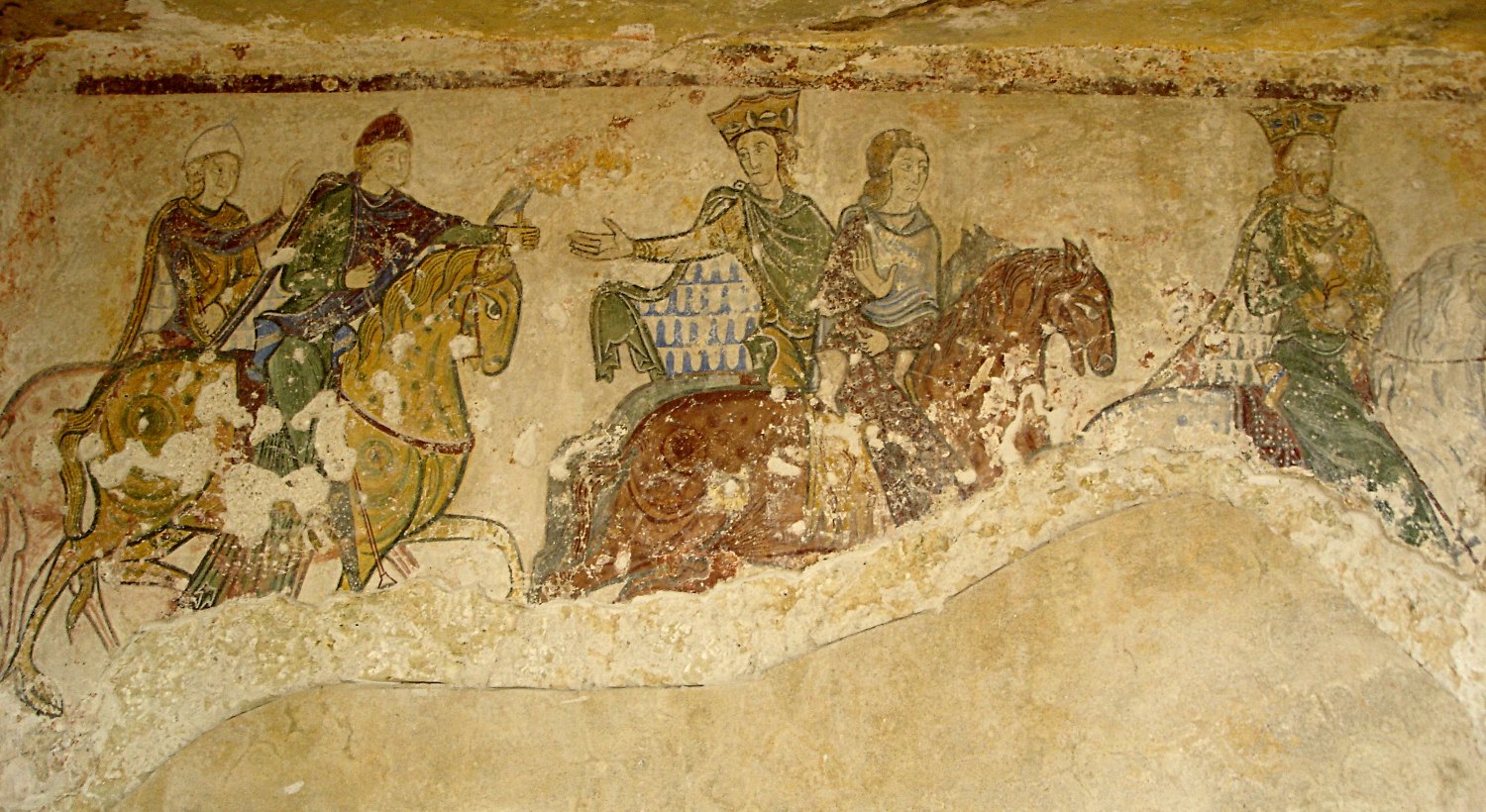
Fresco met een jachtscène uit de Sint-Radegundiskapel in Chinon, waarvan wordt verondersteld dat een middelste gekroonde figuur Eleonora van Aquitanië zou voorstellen.

## Opdrachtgeefster
In een studie uit 2016 wordt de thesis verdedigd dat het Fécamp psalter zou gemaakt zijn in opdracht van Eleonora van Aquitanië. Jesús Rodriguez Viejo steunt zich daarbij op de toewijzing aan de abdij van Fécamp en een ontstaansdatum in 1185. De iconografie van het portret van de opdrachtgeefster tegenover de beatus-initiaal en de gelijkenis daarvan van met de afbeelding van de drie wijzen die de getroonde Maria met haar Kind vereren op f17v en 18r is eveneens een van zijn argumenten. Verder wijst de rijkelijke uitvoering met het vele bladgoud op een hooggeplaatste opdrachtgever. Hij verwijst ook naar de steun van het Angevijnse koningshuis aan de abdij van Fécamp en het abbatiaat van Henry de Sully, neef van koning Stefanus van Engeland, van 1140 tot 1189. Het gelijkaardige patroon dat te zien is op de binnenzijde van de mantel van de opdrachtgeefster in het psalter op f28v en op de binnenzijde van de mantel van Hendrik Plantagenêt op de resten van het fresco in de Sint-Radegundiskapel in Chinon wijst volgens de auteur naar Eleonora. De situering uit 2012 van het psalter in Parijs en een ontstaansdatum tussen 1200 en 1210 zou deze theorie evenwel op de helling te zetten, al is deze situering en datering niet algemeen aanvaard. Verder onderzoek zal misschien uitsluitsel brengen.

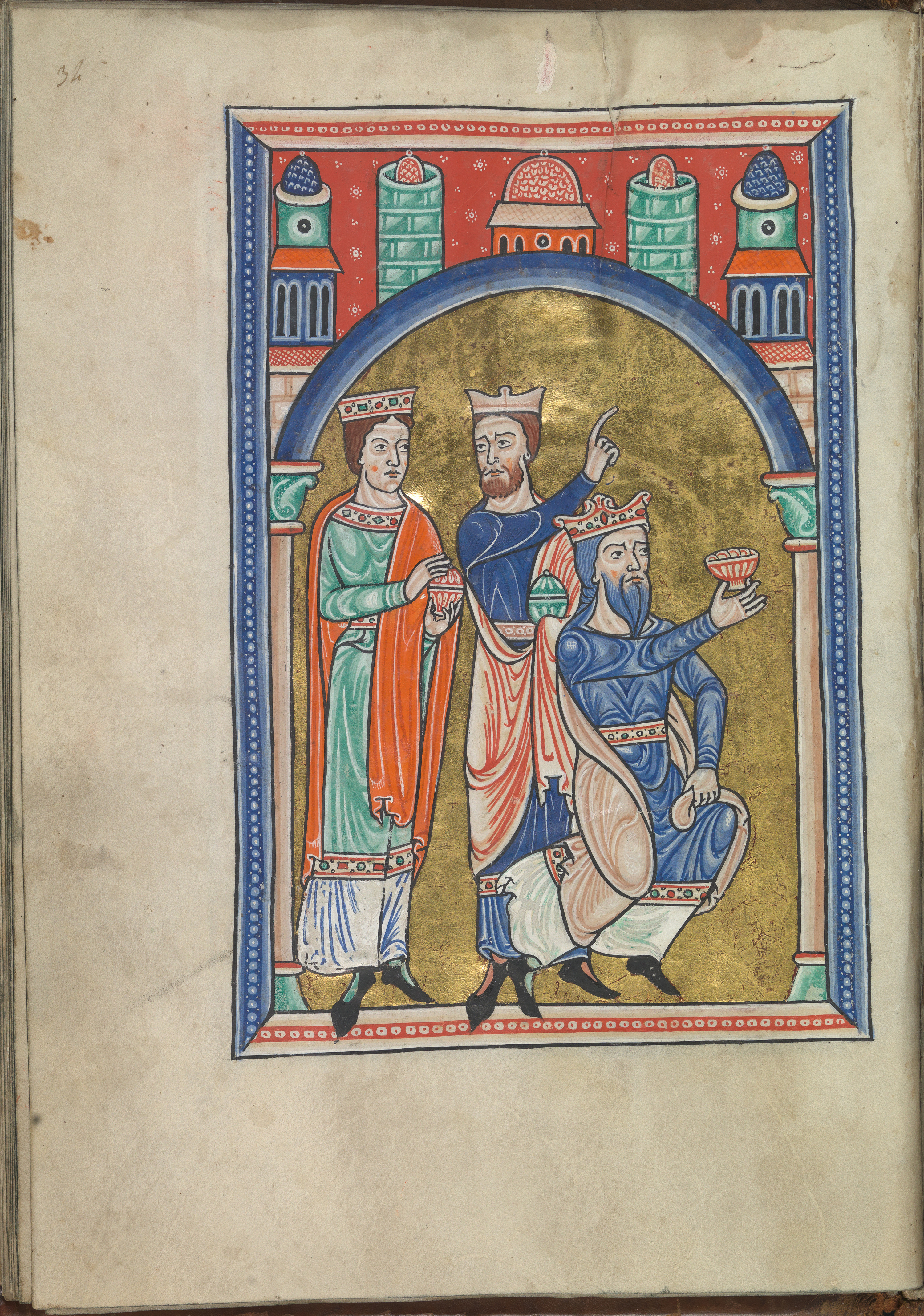
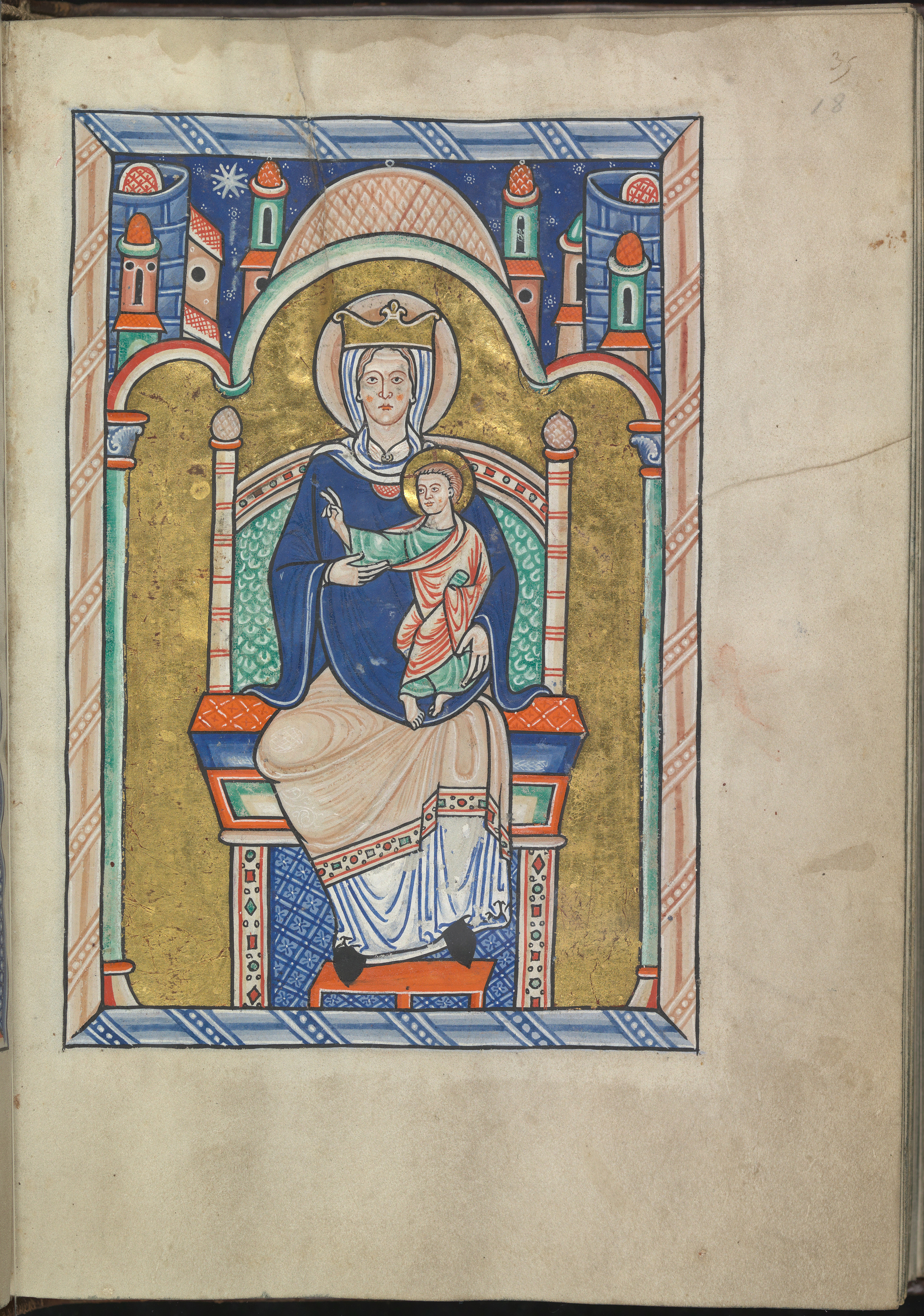
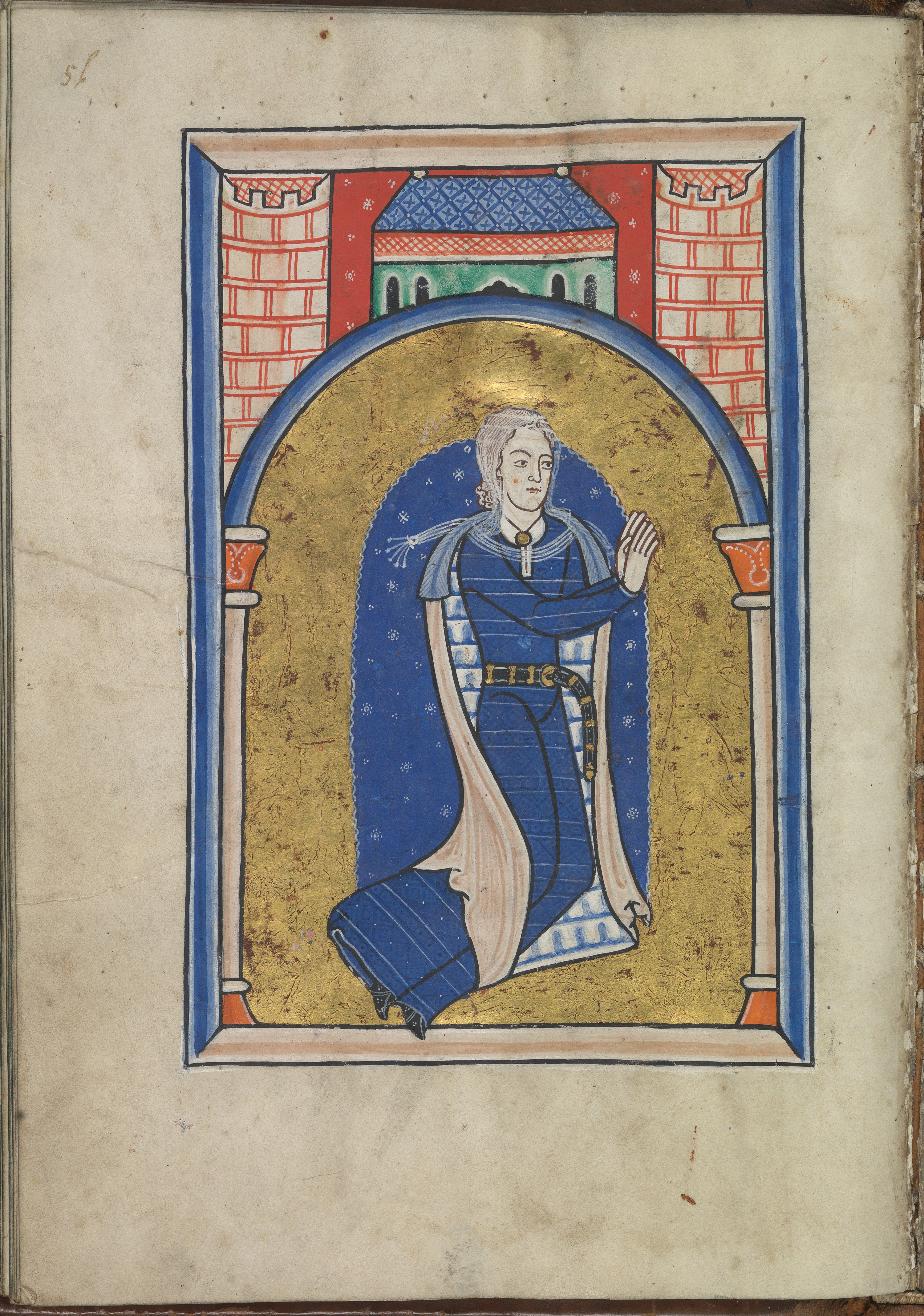
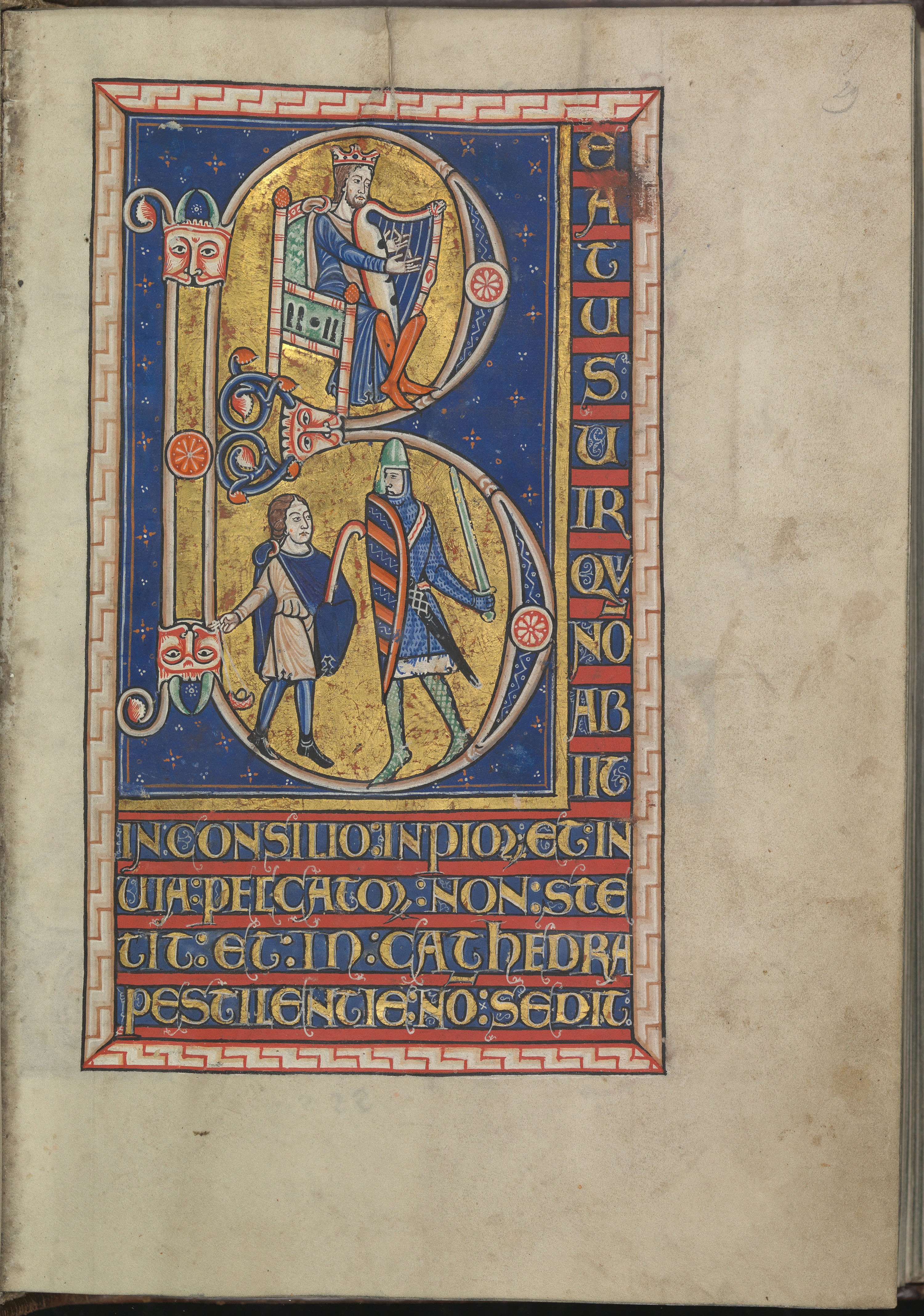

## Inhoud
- fo: papieren schutblad
- f1v-f13r: kalender
- f14v-f28r: volbladminiaturen over het leven van Christus
- f28v: donorportret
- f29r-f163v: psalmen
- f160v-f167r: kantieken en hymnen
  - f160v: Kantiek van Jesaja, Jesaja 12:1-6 Confitebor tibi domine qui iratus es …
  - f161r: Kantiek van Hizkia, Jesaja 38:10-12: Ego dixi in dimidio …
  - f161v: Kantiek van Hanna, 1 Samuel 2:1-10: Exultavit cor meum in domino et exaltatum
  - f162v: Kantiek van Mozes, Exodus 15:1-13,17-20: Cantemus domino gloriose
  - f163v: Kantiek van Habakuk, Habakuk 3:2-19 Domine auditum
  - f165r: Kantiek van Mozes, Deuteronomium 32:1-44: Audite celi quae loquor…
  - f168r: Kantiek van de drie Hebreeuwen in de oven, Daniel 3:57-88: Benedicite omnia opera
  - f169r: Kantiek van Simeon, Lucas 2:29-32: Nunc dimittis
  - f169r: Kantiek van de maagd Maria, Lucas 1:46-55: Magnificat
  - f169v: Kantiek van Zacharias, Lucas 1:68-79: Benedictus dominus deus Israel
- f170r-f171v: Geloofsbelijdenis van Athanasius (Quicumque vult)
- f172r-f172v: Hymne van Augustinus en Ambrosius, Te Deum laudamus
- f172v-175r: Litanie van alle heiligen
- f175r-176r: Collecta de Trinitate en andere collecten
- f176v: akte

## Verluchting
Het psalter van Eleonora werd zeer rijk versierd zoals andere psalters die in dezelfde periode tot stand kwamen. De verluchting is in de zogenaamde kanaalstijl die waarschijnlijk ontstond in Parijs in het derde kwart van de 12e eeuw en zich snel verspreidde aan beide kanten van het Kanaal.

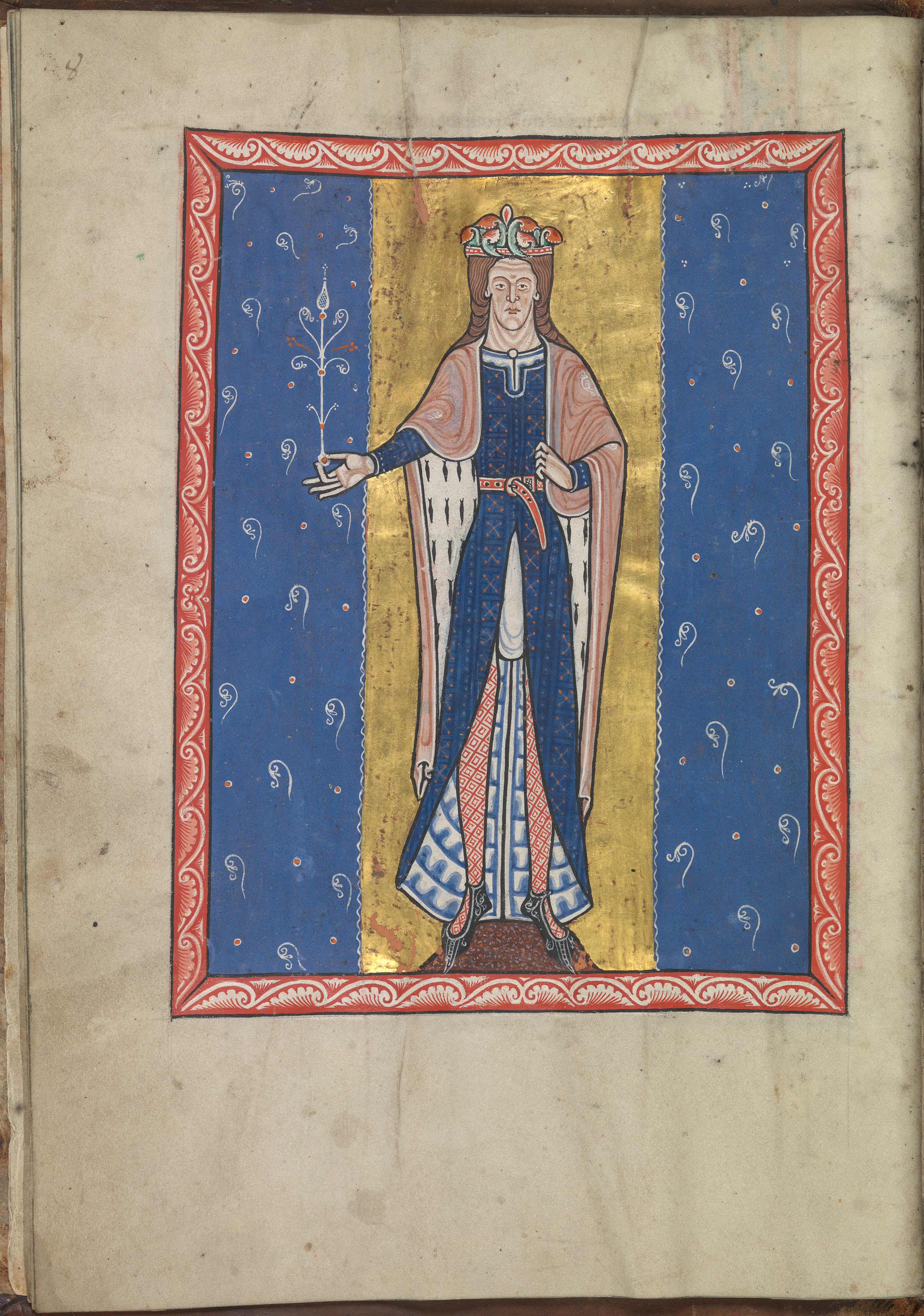
Kalenderminiatuur april
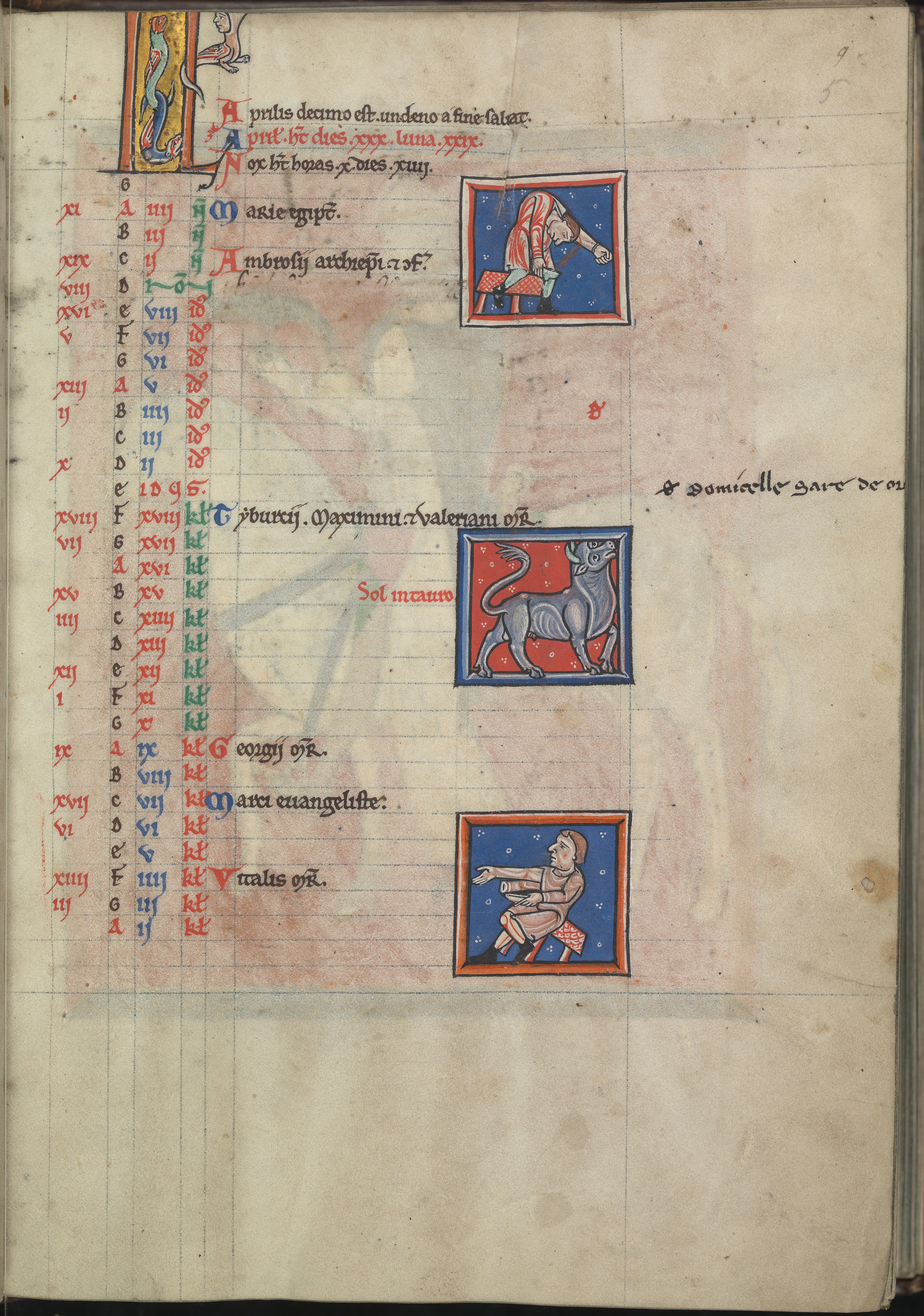
Kalenderblad april

De versiering van de kalender is vrij bijzonder. Normalerwijze bestond die in de betroffen periode uit kleine miniaturen die op de kalenderbladzijde zelf werden aangebracht. Hier zien we dat elke kalenderbladzijde op de rectozijde voorafgegaan wordt door een volbladminiatuur op de versozijde, waarin de werken van de maand worden afgebeeld. Op elke kalenderbladzijde staan dan nog drie kleine miniaturen: een met het dierenriemteken van de maand en twee andere waarin een aderlating werd afgebeeld. Dit is uniek in het kader van verluchte religieuze handschriften.
De kalender wordt gevolgd door veertien volbladminiaturen met afbeeldingen uit het leven van Jezus. Waarschijnlijk waren het er origineel achttien en zijn er vier verloren gegaan.
De laatste volbladminiatuur is die van de donor, een adellijke dame die is afgebeeld op f28v tegenover de grote begininitiaal van psalm 1.
In de rest van het handschrift vinden we aan het begin van elke psalm een versierde begininitiaal. Die zijn meestal drie lijnen hoog (behalve de ‘I’ die steeds groter wordt uitgevoerd. De beginletters van de psalmen 1, 26, 38, 51, 52, 68, 80, 97, 101 en 109 zijn groter uitgevoerd, op 7 tot 9 lijnen hoog, omdat die de tiendelige onderverdeling van het psalter markeren. De initiaal van psalm 1 beslaat drie kwart van het tekstblok. Ook de initialen van de andere gebeden zijn vergroot uitgewerkt. 

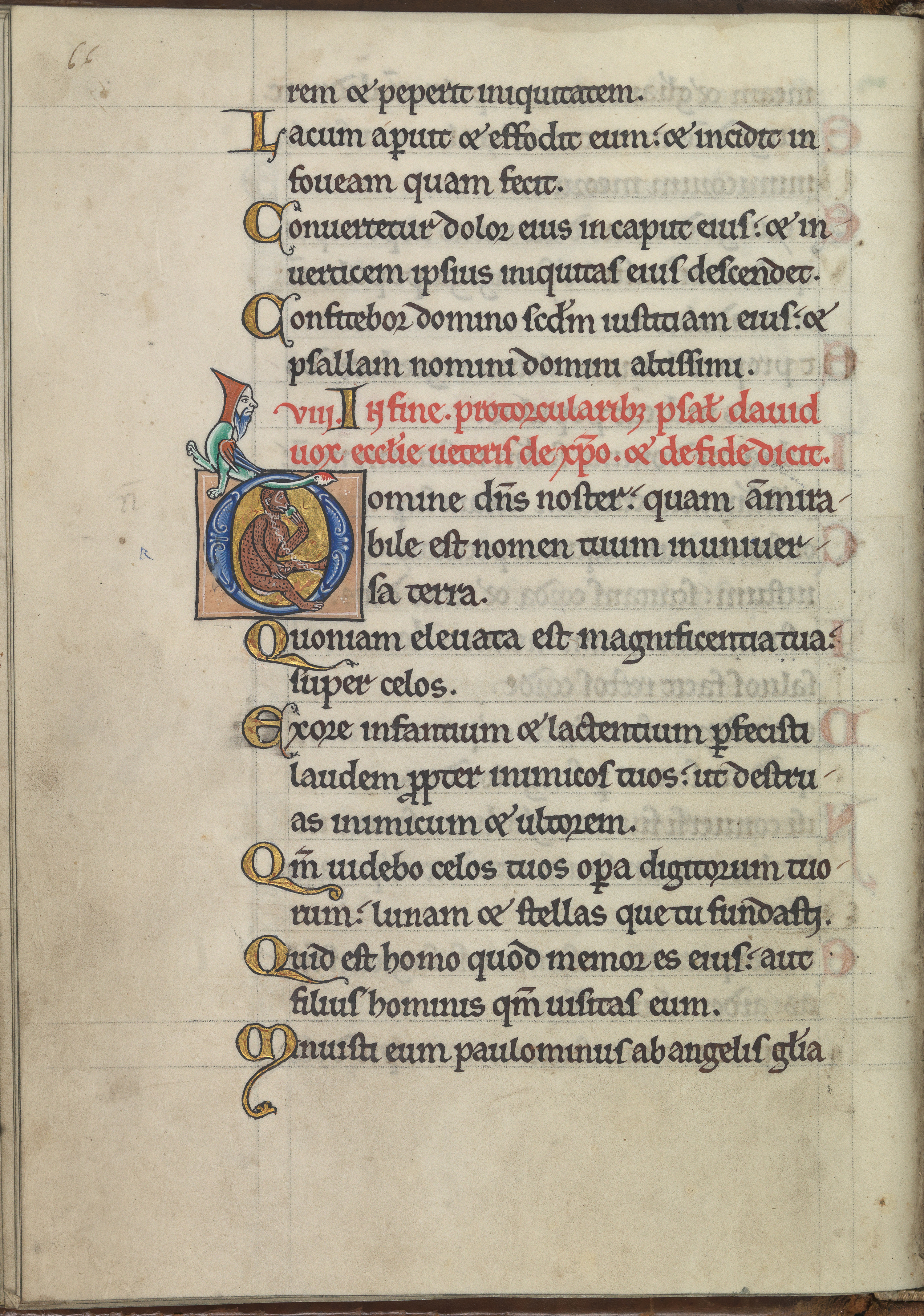
Gehistorieerde initiaal
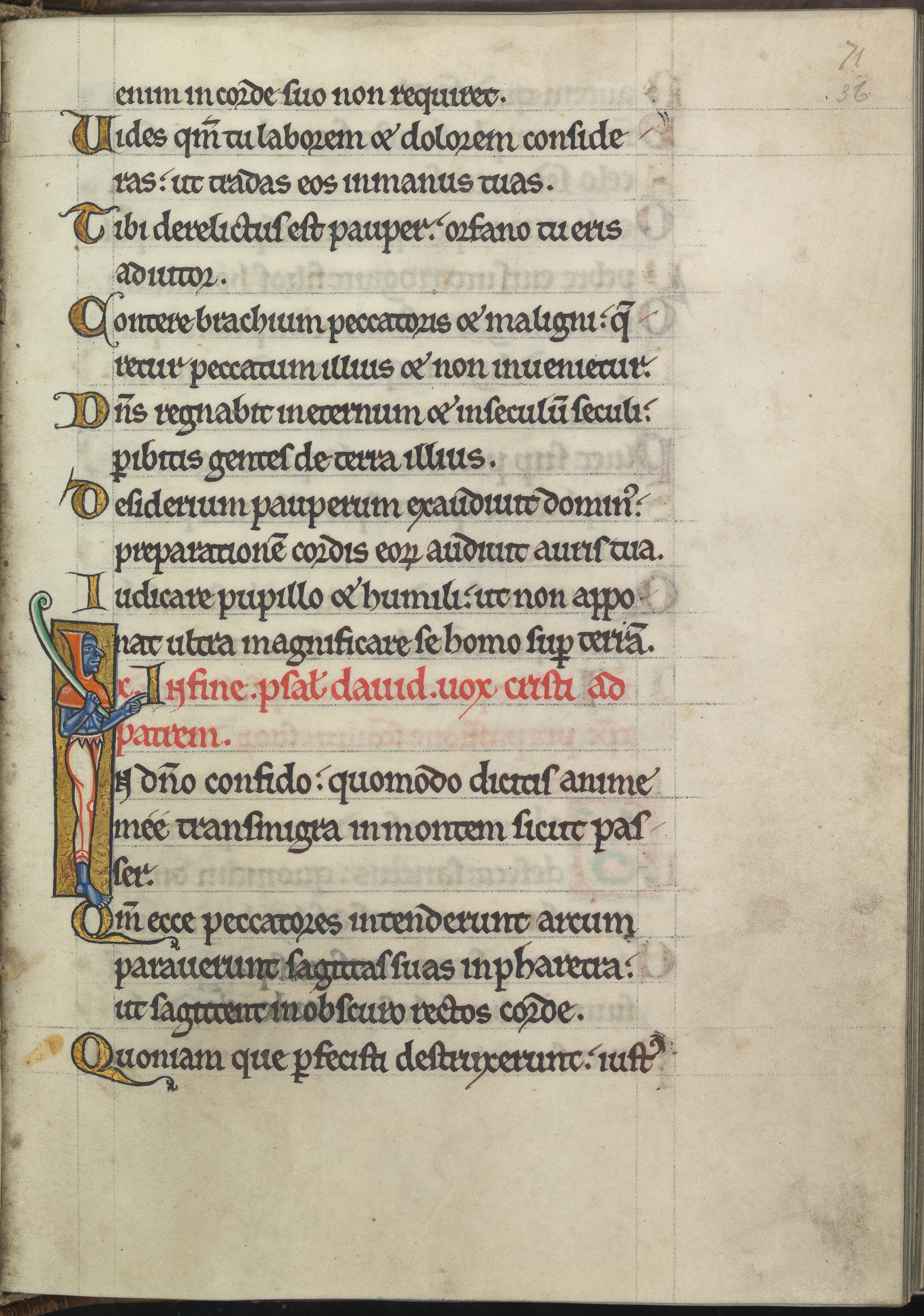
Lange initiaal
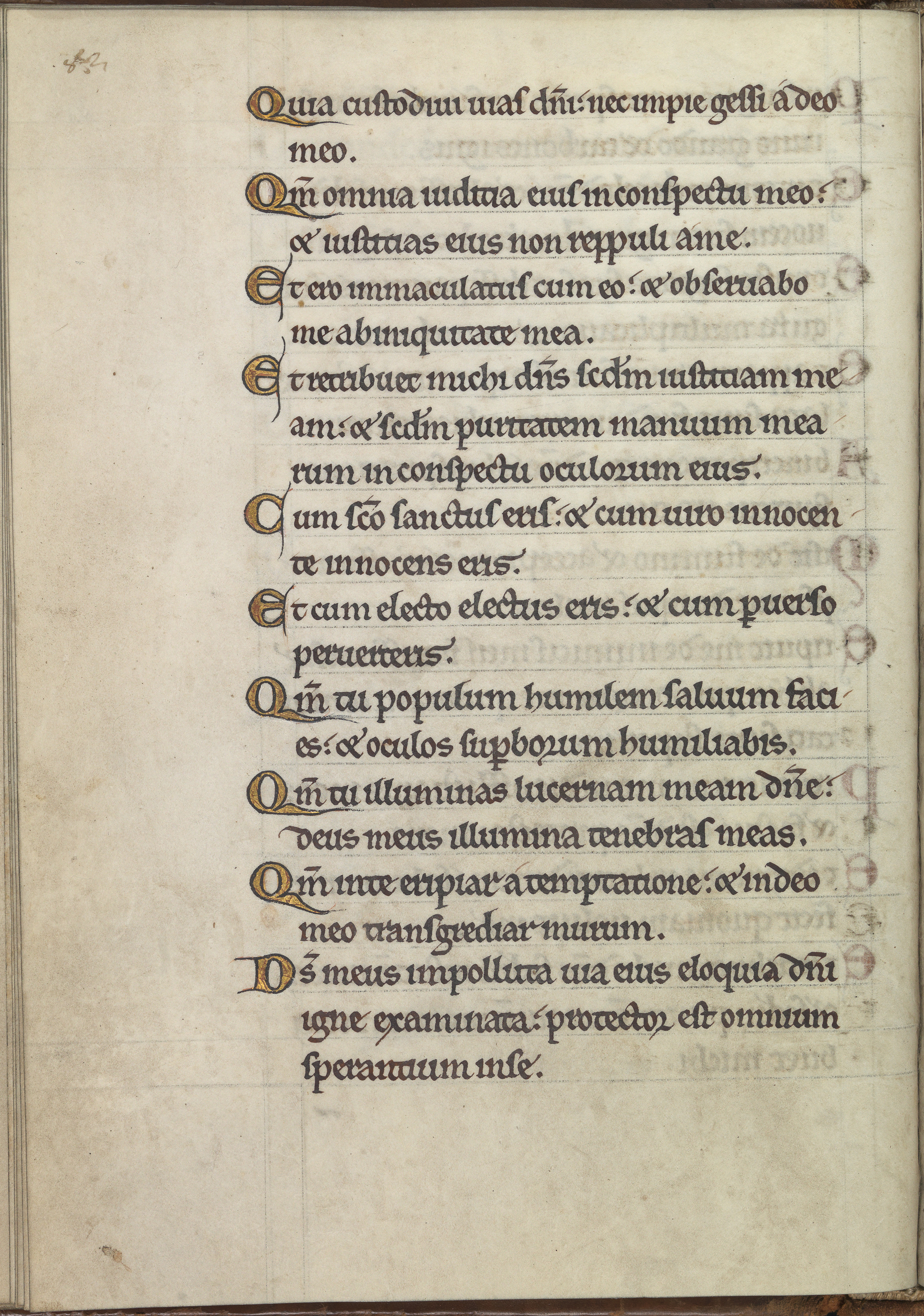
Initialen in bladgoud

De gedecoreerde initialen zijn samengesteld uit bladmotieven, spiralen, draken, leeuwen- en hondenkopjes, musicerende dieren, fabelwezens en maskers en gezichten. Er zijn drie siermotieven die in bijna alle miniaturen van het psalter terugkeren: het omgekrulde acanthusblad, het honden- of leeuwenkopje en het masker.  Het palet bestaat uit groen, blauw, rood, zwart en bruin en er werd overvloedig gebruik gemaakt van bladgoud. De initialen en de miniaturen zijn steeds met een zwarte rand omkaderd. Alle versalen  zijn uitgevoerd in bladgoud. De stijl van de versierde initialen sluit volledig aan bij de Kanaalstijl zoals die beschreven werd door Cahn, alleen de musicerende dieren werden initieel niet door hem vermeld.
Wat de volbladminiaturen betreft kan men een grote overeenkomst vinden tussen het Fécamp psalter en andere psalters uit dezelfde periode wat de compositie betreft, maar de voorstelling van de figuren is afwijkend. De kleding de gebruikte stoffen en de plooival van de kleding is dan weer zeer gelijkaardig.

## Weblinks
- Psalter van Eleonora van Aquitanië (ca. 1185), omschrijving en digitale facsimile op de website van de Koninklijk Bibliotheek (NL).
- Fécamp Psalter (ca. 1180) op Web Gallery of Art.

Albanus Psalter · Anglo-Catalaans psalter · Arundel psalter · Psalter van Blanche van Castilië · Cathach van Sint-Columba · Dagulf-psalter · Eadwine psalter · Fécamp psalter · Harley psalter · Hunter psalter · Ingeborgpsalter · Kopenhagen psalter · Leidse Psalter van Lodewijk de Heilige · Psalter van Jean de Berry · Psalter van Lodewijk de Duitser · Luttrell psalter · Macclesfield Psalter · Parijse Psalter van Lodewijk de Heilige · Melisende Psalter · Queen Mary Psalter · Tiberius Psalter · Utrechts Psalter · Wachtendonckse Psalmen